# Мионне, Теодор-Эдм
Теодор-Эдм Мионне (1770—1842) — французский нумизмат.
Воспользовавшись обогащением парижского минц-кабинета при Наполеоне I, задумал издать описание всех древних монет, известных в его время. Его громадный труд «Description des médailles antiques grecques et romaines» (П., 1806—13, 6 т. и том таблиц; Supplément к нему там же, 1819—1837, 9 т.) обессмертил его имя. Почетный член СПб. АН c 18.12.1835.
Кроме того, им написаны сочинения:
- «De la rareté et du prix des médailles romaines» (П., 1815, 3 изд., 1847, с 40 табл.)
- «Poids des médailles grecques d’or et d’argent du Cabinet royal de France» (П., 1839).

Его описание греческих монет длительное время было незаменимым руководством не только для нумизматов, но и для археологов.